# Оброчное (Темниковский район)
Оброчное — посёлок в составе Бабеевского сельского поселения Темниковского района Республики Мордовия.

## География
Находится на расстоянии примерно 9 километров по прямой на юго-запад от районного центра города Темников.

## История
Основан после окончания гражданской войны переселенцами из деревни Лесное Кичатово.

## Население
Постоянное население составляло 32 человека (мордва-мокша 100 %) в 2002 году, 25 в 2010 году.